# Monteprandone
Monteprandone város Olaszországban, Marche tartományban, Ascoli Piceno megyében.

## Fekvése
Asconától délre, Ascoli Picenótól 20 km-rel délre fekvő település.

## Története
Monteprandone nevét 1039-ben említette először oklevél.
1292-ben a település Ascoli védelme alá került, majd 1323. május 13-án XXII. János pápa örökös hűbérbirtoka lett.

## Nevezetességek
- Vár - A 9. században épült.
- Szent Miklós templom - neoklasszicista stílusban épült. Építészei: Vincenzo Pagani és Cola d' Amatice.
- Szent Jakab kolostor és zárda St. Giacomo delle Marche építtette.
- Könyvtár - Giacomo delle Marche alapította.

## Itt születtek, itt éltek
- St. Giacomo delle Marche (Monteprandone, 1393 - Nápoly, 1476) - ferences szerzetes
- Carlo Allegretti (Monteprandone, 1555 - 1622) - festőművész
- Giuseppe Maria Scotese (Monteprandone, 1916 - Róma , 2002) - festő, író és rendező

## Galéria

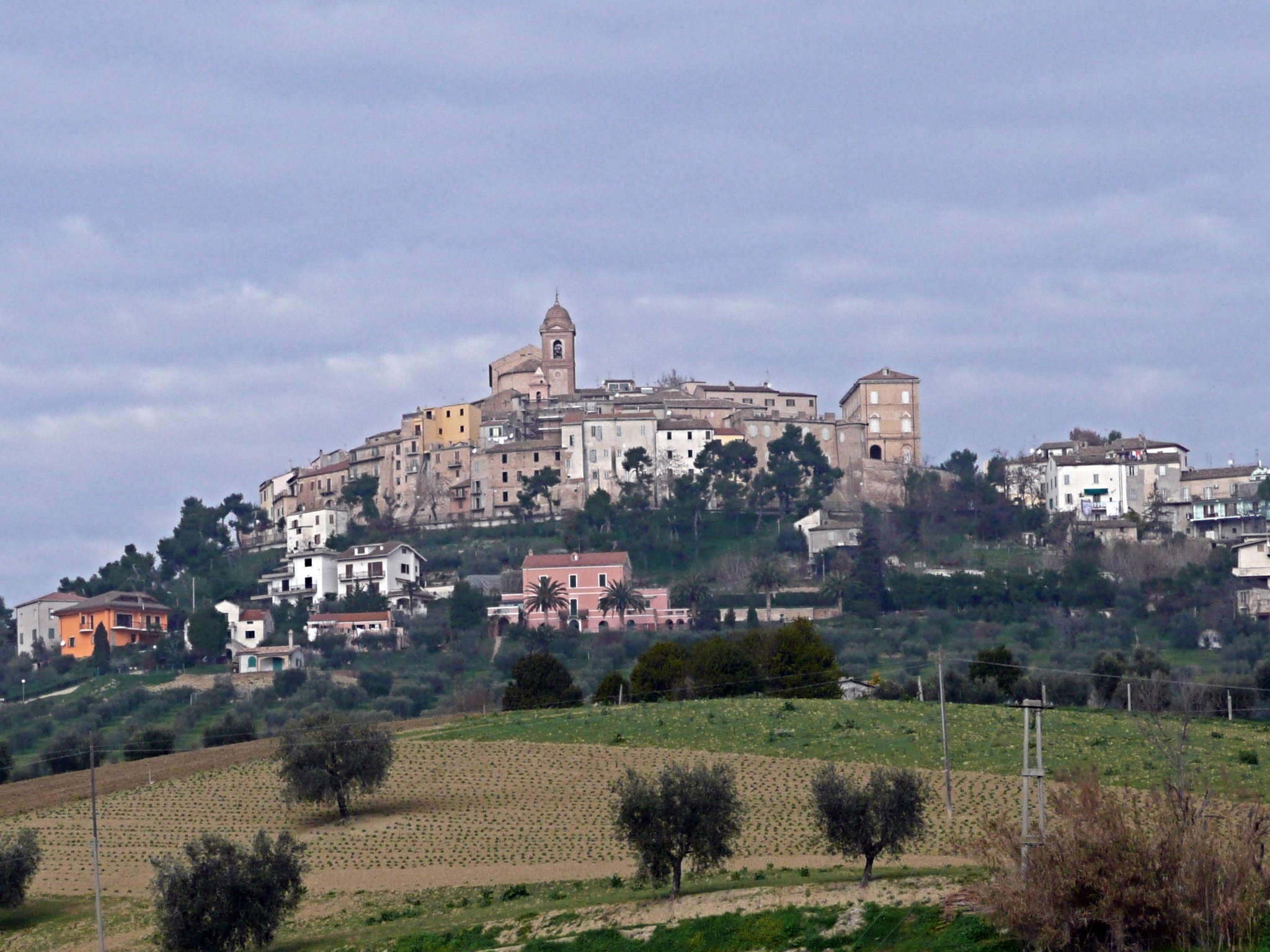
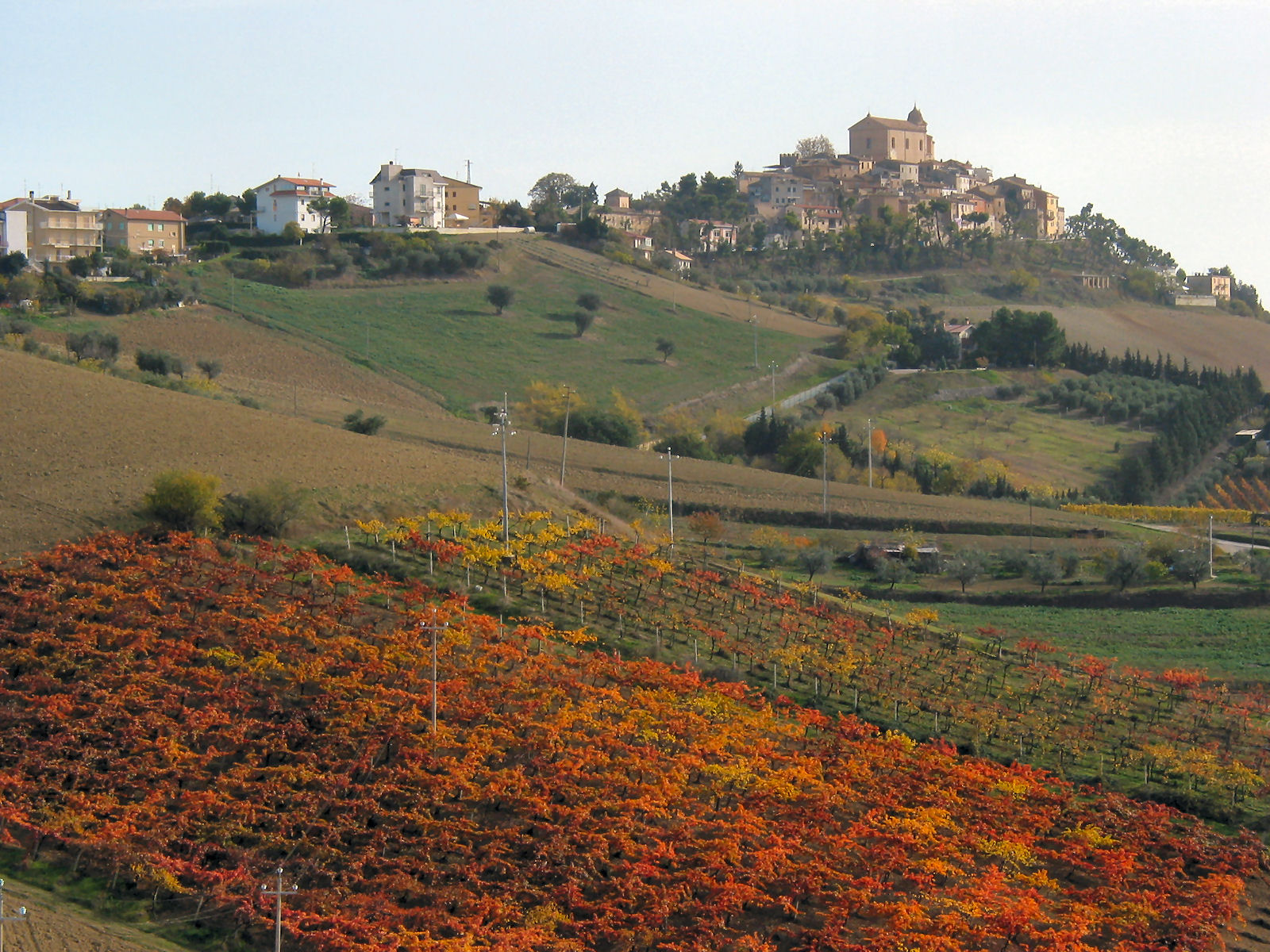
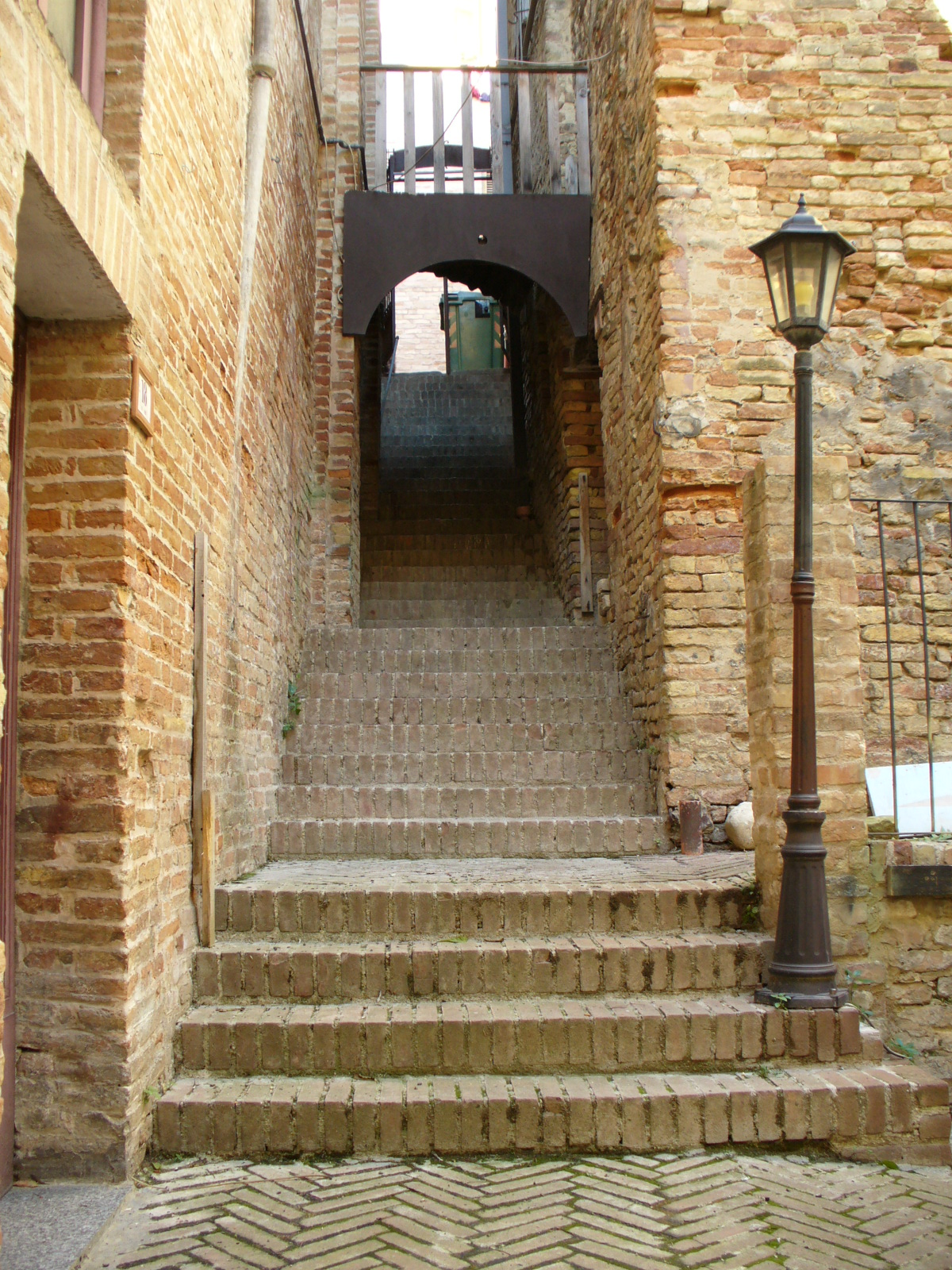
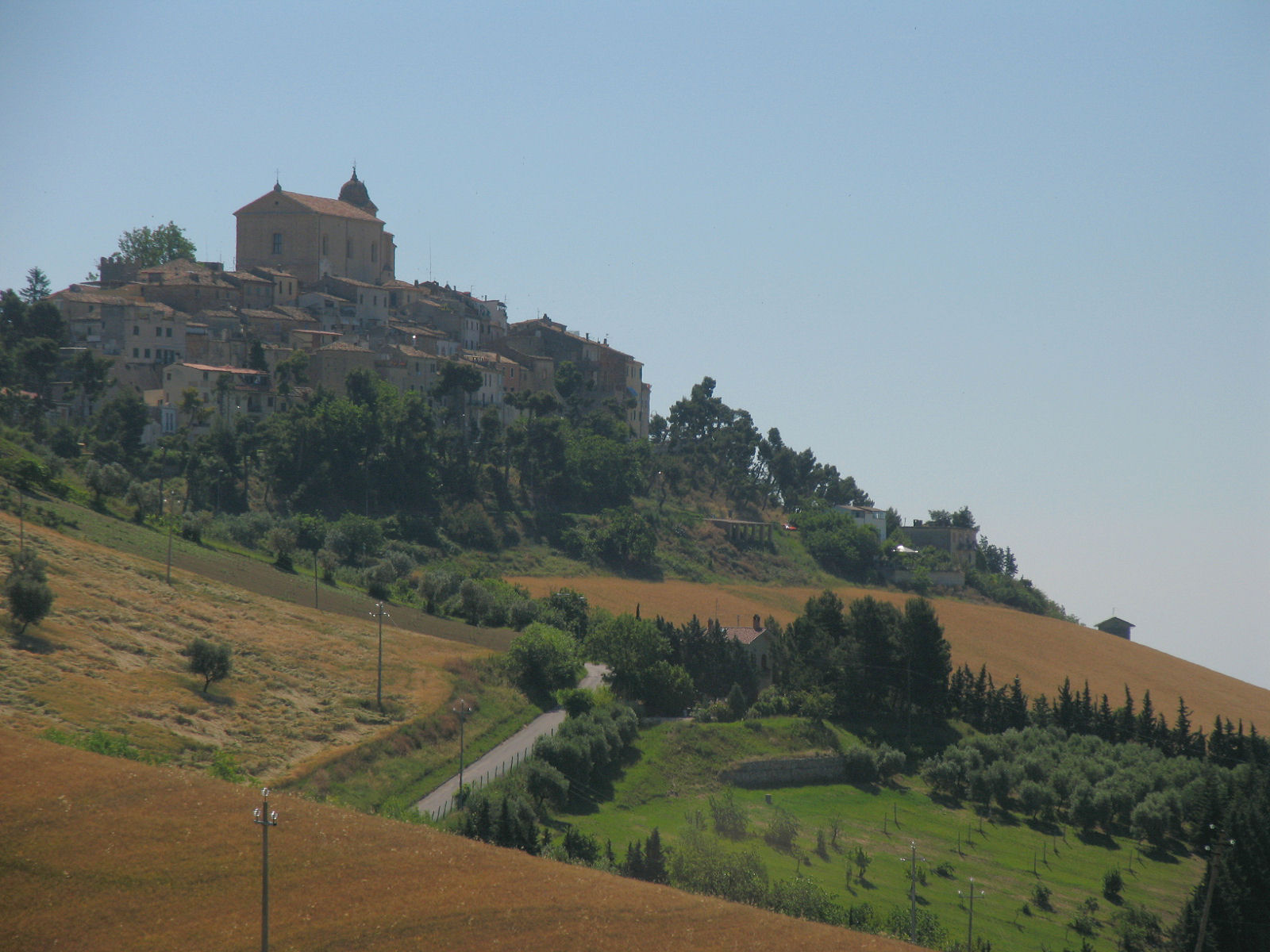
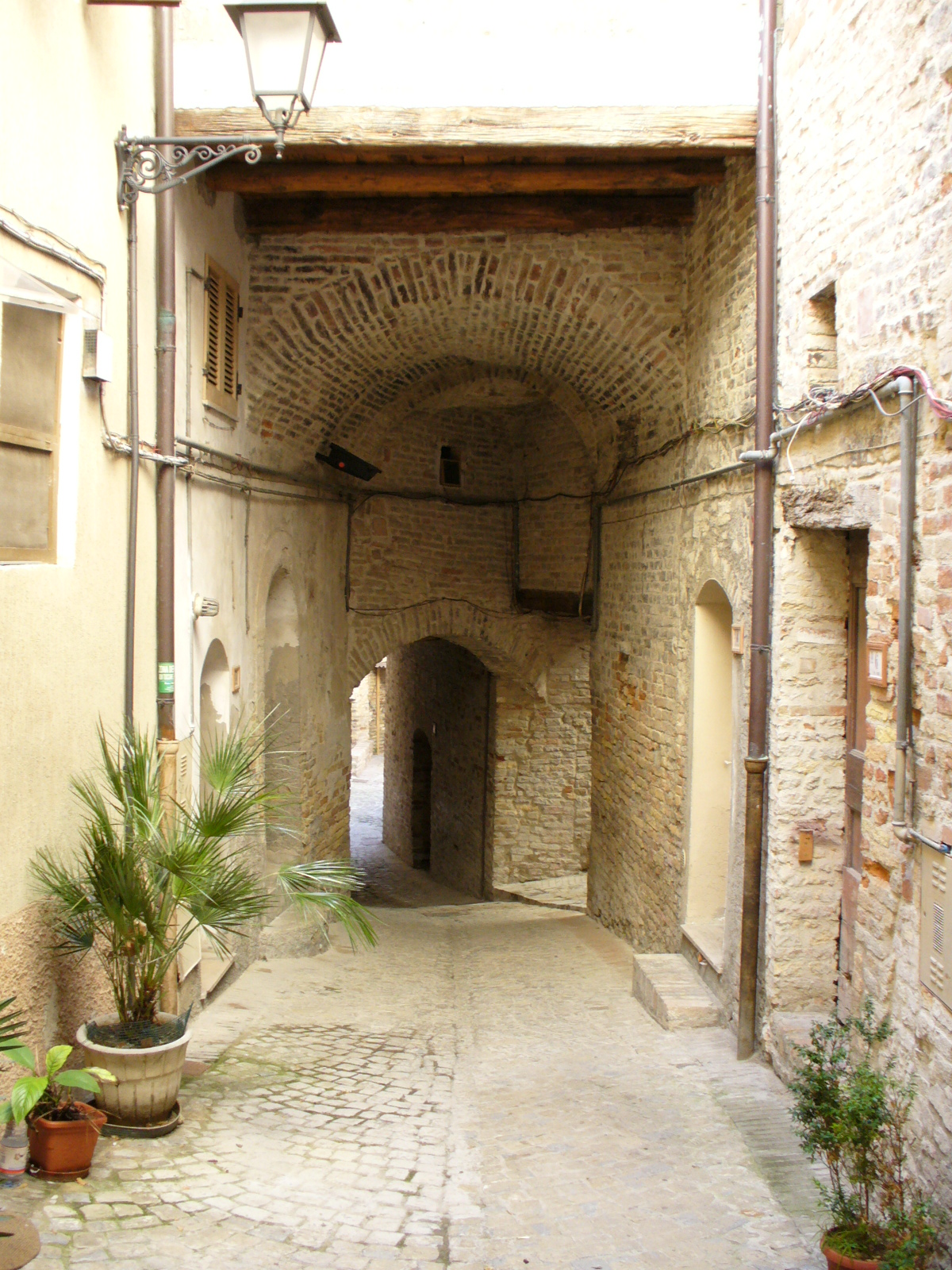
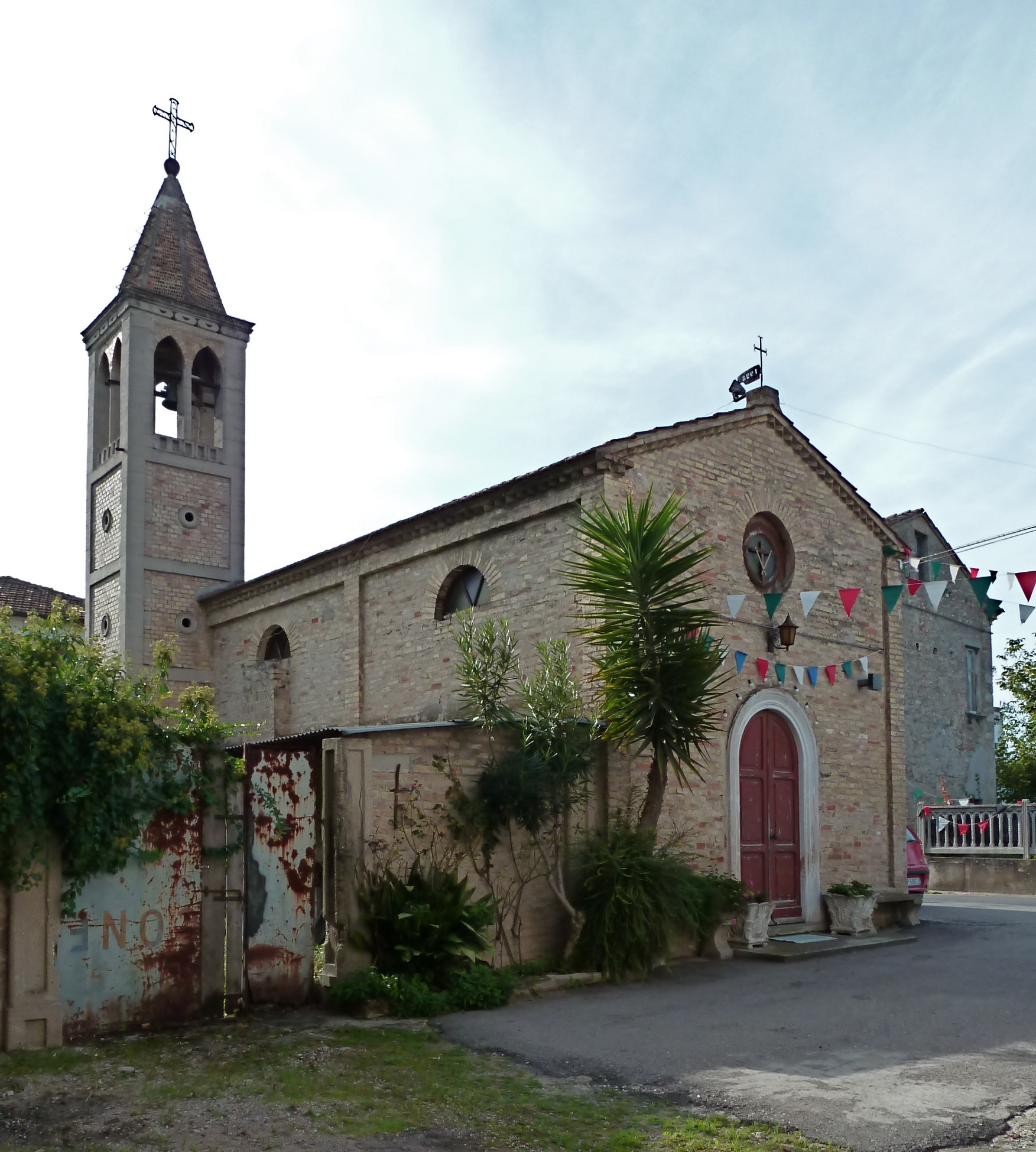
Szent Miklós templom
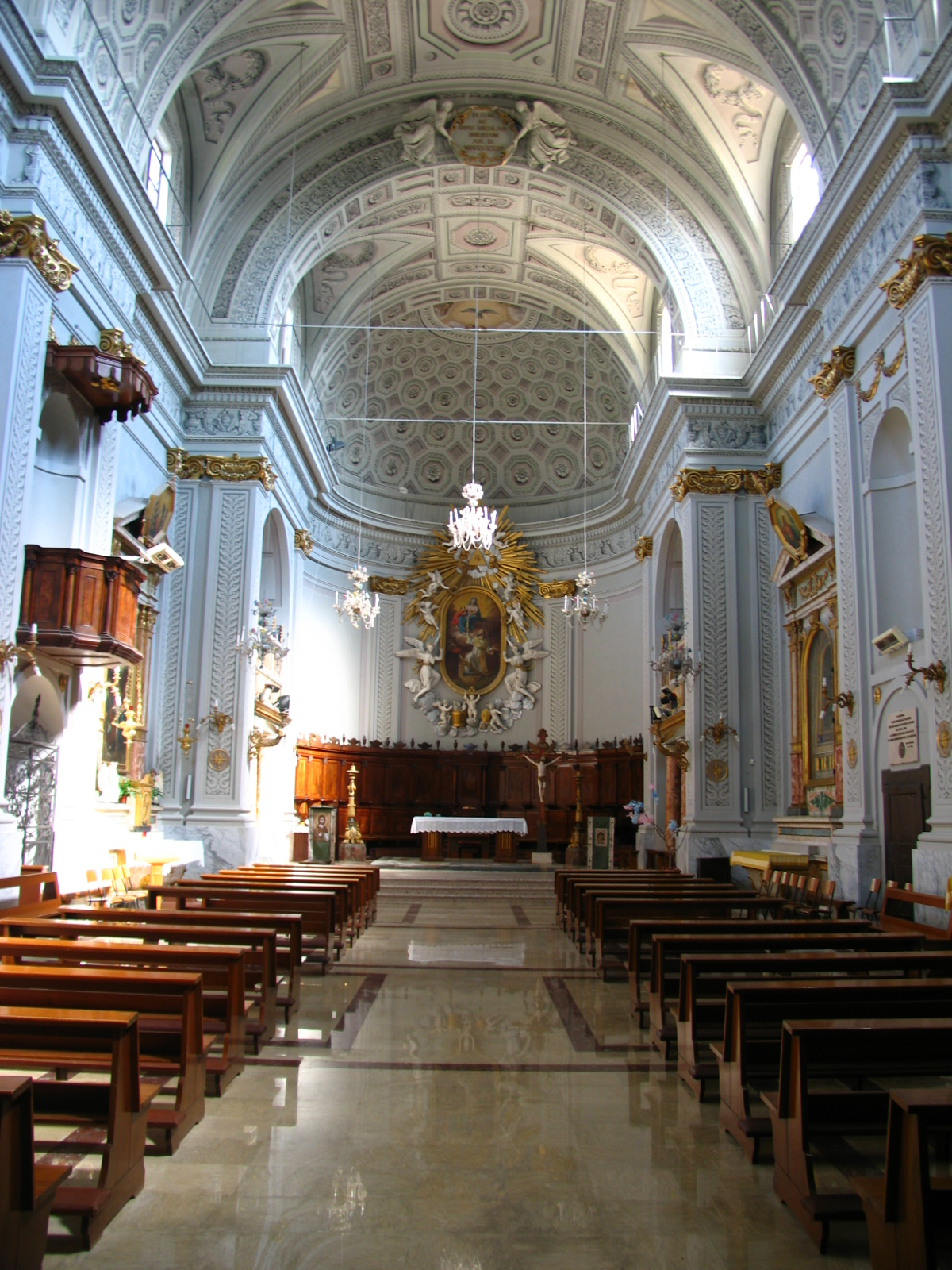
A Szent Miklós templom belülről
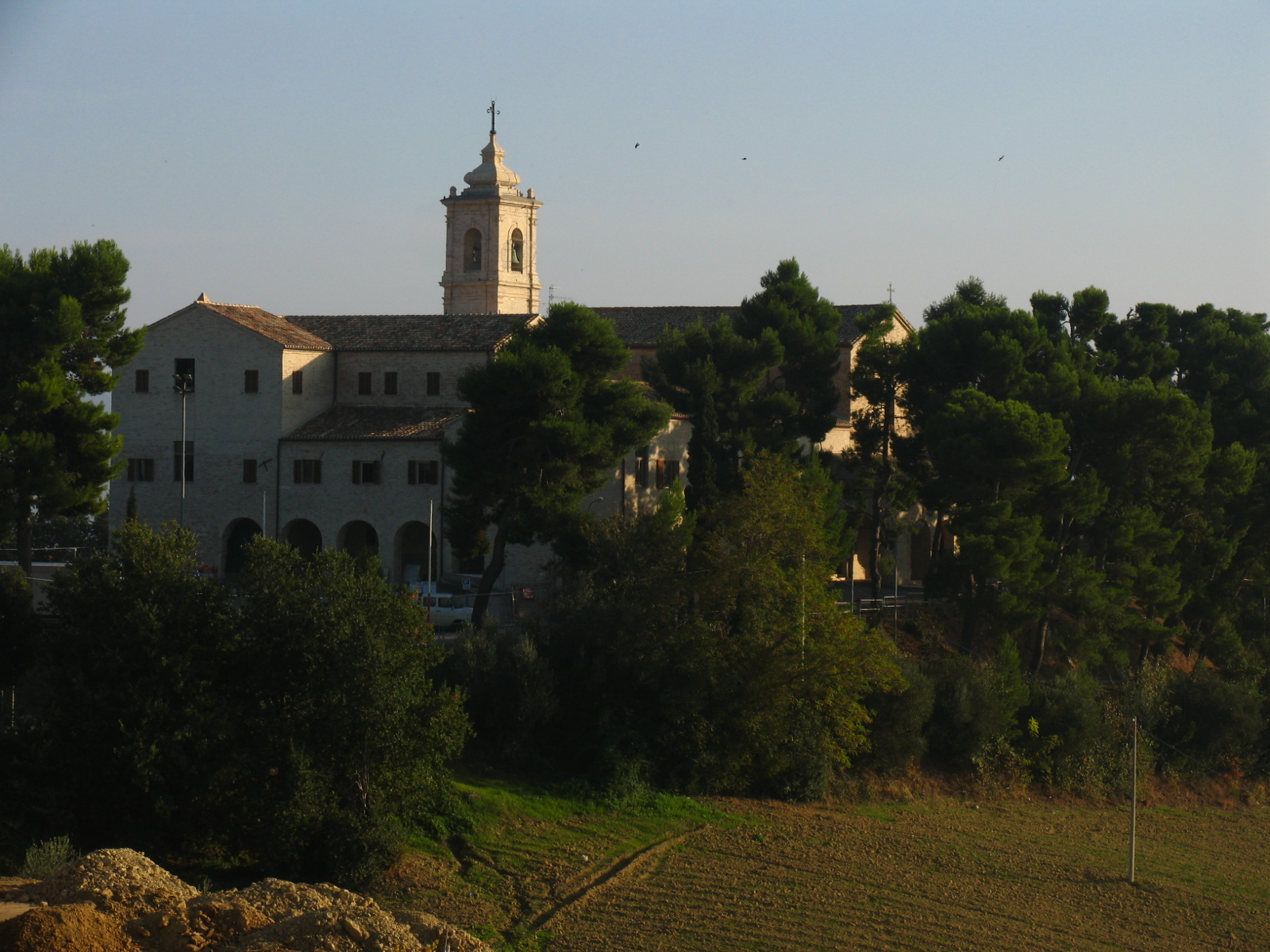